# 모렌 카툰
모렌 카툰(Морен Хаттон, ? ~ ?) 또는 이크 카툰(Их Хаттон)은 몽골의 대칸 바르수볼라드 조농 칸의 세번째 카툰이자, 투메드부의 알탄 칸의 카툰이다. 알탄 칸의 아들 테베트 타이지의 모후이다.
모렌 카툰은 본래 알탄 칸의 아버지 바르수볼라드 칸의 제3 카툰이었다. 1533년 바르수볼라드 칸의 사후, 그는 몽골의 풍속인 수계혼에 따라 바르수볼라드의 아들 알탄 칸이 수계혼으로 거두게 되었다. 그는 테베트 타이지를 낳았다.
테베트 타이지의 사후, 그는 1백명의 동자들과 1백마리의 낙타를 아들 테베트 타이지와 함께 순장시켰다. 이때 몽골의 귀족들은 무속에 없는 풍습이라며 강하게 반대했으나 강행했다. 1585년 티베트 불교의 소남 갸초가 호르호트에 왔을 때, 그녀의 유골을 화장하였다. 이때부터 몽골에서는 사람과 가축 순장이 금지되었다.

## 같이 보기
- 알탄 칸
- 순장
- 바르수볼라드 칸
- 형사취수